# Птеродактиль (фильм)
«Птеродактиль» (англ. Pterodactyl) — американский фильм ужасов Марка Л. Лестера. Это один из поздних фильмов режиссёра, снятый с небольшим бюджетом по заказу телеканала Sci-Fi Channel. Премьера состоялась 12 июля 2005 года на DVD в России. Главные роли исполнили актёры Кэмерон Дейдду, Эми Слоан и рэпер Coolio.
Съёмки проходили в Турции и Чехии.

## Сюжет
На границе Турции с Арменией группа американских студентов во главе с профессором Лавкрафтом (Кэмерон Дейдду) занимается научными исследованиями. Среди их находок оказывается туша мёртвого птеродактиля — летающую рептилию, которая считается вымершей. Вскоре они понимают, что где-то поблизости есть и живая особь, которая охотится на людей. Судьба сталкивает студентов с отрядом американского спецназа капитана Бергена (его роль исполняет рэпер Coolio), которые выслеживают русских террористов. Обе стороны быстро понимают: чтобы выжить, придётся объединиться против плотоядного ящера.

## В ролях
- Кэмерон Дейдду — профессор Майкл Лавкрафт
- Эми Слоан — Кейт Хайнлайн, помощница профессора
- Coolio — капитан спецназа Берген
- Джордж Калил — спецназовец Серлинг
- Дэвид Найкл — спецназовец Герберт
- Мирси Монро — студентка Энджи Лем
- Стив Браун  — студент Уиллис Брэдбери
- Иво Куцарида — Йолен, русский террорист
- Пётр Якл — Тезо, русский террорист

Имена персонажей являются отсылками к известным писателям в жанре научной фантастики — Говарду Лавкрафту, Роберту Хайнлайну, Роду Серлингу, Фрэнку Герберту, Станиславу Лему, Рэю Брэдбери и многим другим. 